# 特恵貿易地域
特恵貿易地域（とっけいぼうえきちいき、英・Preferential trading area 略称・PTA）は特定の国の製品に対して優遇的な扱いを与える貿易ブロック。関税について完全に廃止しないまでも税率を下げるようなことが行われる。
PTAの例として挙げられるものに欧州連合 (EU) やアフリカ・カリブ海・太平洋 (ACP) 諸国がある。
PTAは貿易協定を通じて設立され、経済統合の中では最も緩やかな形態とされている。